# دانیل لوئیس کاربلر
دانیل لوئیس کاربلر سپهبد ارتش ایالات متحده می‌باشد. که تاکنون به عنوان فرمانده فرماندهی فضایی و دفاع موشکی ارتش ایالات متحده کار می‌کند. کاربلر قبل از این مسئول ستاد فرماندهی استراتژیک ایالات متحده بود.
لوئیس مدرک لیسانس خودش را از فرهنگستان نظامی ایالات متحده در سال ۱۹۸۷ کسب نمود. لوئیس بعد از آن مدرک کارشناسی ارشد هنرهای بازرگانی را از دانشگاه بندیکتین و مدرک کارشناسی ارشد مطالعات استراتژیک را از دانشگاه جنگ دریایی کسب نمود. لوئیس همچنین در دانشکده فرماندهی ارتش و ستاد کل و دانشکده جنگ ملی مشغول تحصیل بوده‌است.